# 大凤丫蕨
大凤丫蕨（学名：Coniogramme gigantea）为裸子蕨科凤丫蕨属下的一个种。

## 扩展阅读
- 維基物種上的相關：大凤丫蕨